# 世にも奇妙な物語 秋の特別編 (2001年)
『世にも奇妙な物語 秋の特別編』（よにもきみょうなものがたり あきのとくべつへん）は、2001年10月4日にフジテレビで放送された『世にも奇妙な物語』の特別編。後述する「野球中継割り込み事件」の影響により同年12月30日に再放送された。

## ドラマティックシンドローム

### キャスト
- 前川理沙 - 優香
- 伊集院誠 - 石黒賢
- 刑事 - 山西道広
- 隆幸 - 高橋一生
- 亮子 - ほしのあき
- 田口課長 - 春海四方
- ドラマの裕子 - 川村亜紀
- ドラマの剛志 - 竹沢一馬
- ドラマの慶子 - うぬまりか
- 刑事の部下 - 田中弘太郎
- 慶子 - 奥野ミカ
- サラリーマン - ト字たかお
- OL - 石井麻由、浅倉里美
- 妊婦 - 大野雅子
- 看護婦 - かとうけいこ
- 救急隊員 - 船津一弘
- 野球実況（声） - 中村修三
- 野球解説者（声） - 齋藤康弘

### スタッフ
- 脚本 - 旺季志ずか
- 演出 - 土方政人

## 仇討ちショー

### キャスト
- 相原蘭 - 中谷美紀
- 鬼塚剛 - 高杉亘
- 役人 - 佐渡稔
- ディレクター - 菊池均也
- 女性議員 - 山村美智
- 評論家 - 奥野匡
- アシスタント - 松井涼子
- 労働者 - 江良潤
- マッチョ - 問田憲輔、井上和浩
- 護送警官 - 鈴木修平
- 弁護士 - 茂木和範
- 警官 - 田口主将
- OL - 生部麻依子
- アナウンサー（声） - 中島丈晴
- 鬼塚の父 - 森富士夫
- タイトルコール - マックス・フォンシュラー
- ナレーション - 中田譲治
- 司会者 - 升毅

### スタッフ
- 脚本 - 中村樹基
- 演出 - 星護

## おばあちゃん

### キャスト
- 中村美保 - 柊瑠美
- 中村陽子 - 深浦加奈子
- 中村真一 - 樋渡真司
- おばあちゃん - 草村礼子
- 30年後の美保 - 片平なぎさ
- 定雄 - 守田比呂也
- 嫁 - 石川真希
- 看護婦 - 渡辺康子
- 別の看護婦 - 東佳代子
- 保護士 - 山下裕子
- 運転手 - 森下能幸
- 赤ちゃん - 先久陽大
- 医師 - 山崎一

### スタッフ
- 脚本・演出 - 落合正幸

## 奇跡の女

### キャスト
- 久保田凛 - 観月ありさ
- 楠田真由美 - 奥貫薫
- 楠田のぞみ - 大平奈津美
- 取材記者 - 矢沢幸治
- ドラマ関係者 - 島津健太郎
- 相手役の男 - 恩田括
- 末期ガンの女 - 安藤美和子
- 教授 - 高橋昌也
- 看護士 - 古木一茂
- ボクサー - 石川伸一郎
- 画家 - 渓太
- 老婆 - 磯村千花子
- アナウンサー（声） - 春原美和
- 大上医師 - 塩屋俊

### スタッフ
- 脚本 - 中村樹基
- 演出 - 西谷弘

## ママ新発売!

### キャスト
- サリー - ともさかりえ
- ママ - 麻生祐未
- キキ - YOU
- テル - 宮藤官九郎
- マー坊 - 山口智充（DonDokoDon）
- テルのママ - 千野志麻
- 男店員 - ROLLY
- 女店員・エレガ - 宗政美貴
- 外国人店員 - ピート・キャリー
- 外国人キキ - リビィ・ジェナロ
- ドクター - ロジャー・アレン
- 男らしさ売場店員（声） - 内海賢二
- ドクター（声） - 滝口順平
- うさぎ（ジャック） - ジェイ・ウエスト

### スタッフ
- 原作・脚本・監督 - 中島哲也

## 野球中継割り込み事件
第2話「仇討ちショー」前半部分を放送してCMに入った後、CM明けからプロ野球の中継が割り込む事態が起きた。この日行われた「ヤクルトvs阪神」戦は、ヤクルトスワローズが勝てばセントラル・リーグでの優勝という大事な試合であった。中継が割り込まれた時、試合は9回同点という状態になっていた。ヤクルトスワローズはフジテレビと業務提携を結ぶ球団であるので、ヤクルトの優勝中継は必要であり、局スタッフが「すぐに終わるだろう」と判断したため、割り込みを決行したものと思われる。
しかし、この試合は局スタッフの予想に反し同点のまま延長戦に突入した末、結局23:00頃引き分けで試合終了となり、ヤクルトスワローズはその試合で優勝を決めることができなかった。
試合終了後、CMを挟む等の措置を取らずに、挨拶と共にCM明け部分からそのまま「仇討ちショー」の放送を再開。本来ならば23:00過ぎに終了するはずだったこの放送は、日をまたいだ10月5日0:49にようやく終了した。
放送終了後、「野球中継が挟まるなど聞いていない」等、視聴者から1万5千件に及ぶ苦情がフジテレビから抗議電話、抗議メールに殺到した（なお当日の新聞の番組欄には、「プロ野球中継挿入あり」と掲載されていた）。これを受けフジテレビは当番組を同年12月30日に再放送した。